# Mouvement des Pigeons
Le Mouvement des Pigeons est un mouvement de contestation apparu en France le 28 septembre 2012 sur Internet, après la publication sur le site La Tribune d’une contribution de Jean-David Chamboredon, président du fonds ISAI, dénonçant le projet de loi de finances 2013. Le mouvement a fédéré en quelques jours des milliers d'entrepreneurs.

## Origine

### Le manifeste des Pigeons
En septembre 2012, Jean-David Chamboredon, entrepreneur et capital-risqueur français, dénonce dans le journal La Tribune la loi de finances 2013 qui serait anti-start-up.
Carlos Diaz réagit sur les réseaux sociaux à la tribune de Jean-David Chamboredon, s'ensuivent des échanges,. Un compte Twitter et une page Facebook sont lancés par quatre entrepreneurs sur laquelle est publiée un manifeste :

« Nous avons conscience du caractère novateur et dérangeant de notre mouvement et, quitte à surprendre encore plus, sachez que nous ne donnons à nos sympathisants AUCUNE consigne particulière, nous n'avons et n'aurons AUCUNE représentation officielle, AUCUNE appartenance politique, AUCUN porte-parole ou plutôt des milliers. Nous ne recherchons AUCUNE notoriété individuelle. Nous sommes la conséquence de la politique antiéconomique du gouvernement qui a décidé de prendre les milliers d'entrepreneurs de ce pays pour des Pigeons et d'anéantir l'esprit d'entreprendre faisant dès lors courir un risque majeur à la France. »

— Mouvement des Pigeons ,  octobre 2012

### La colère des entrepreneurs
Le mouvement des Pigeons fédéra en quelques jours plus de 75 000 entrepreneurs, des investisseurs, des autoentrepreneurs et des créateurs de start-up, en colère contre l'augmentation des cotisations et des taxations sur cession d'entreprise.

#### Contexte
Jean-David Chamboredon, instigateur involontaire puis porte-parole du Mouvement des Pigeons, expliqua qu'une des dispositions de la loi de finances 2013 reviendrait à faire passer la taxation du capital-risque dans les PME de 34,5 % à plus de 60 %, de quoi freiner les investisseurs et le développement des start-up et PME en France.
Cette révolte fiscale prit une ampleur sans précédent, trouva un écho à l'international et fut suivie par les médias et la presse économique et financière française et étrangère.

#### Réactions
Le 3 octobre, des parlementaires et des ministres s'engagent à discuter des problèmes dénoncés par les Pigeons avec des organisations représentatives. Le mouvement des Pigeons décide d'annuler une manifestation prévue le 7 octobre.
Le 19 octobre est publié un manifeste, co-initié avec Philippe Collombel (Partech Ventures), Marie Ekeland (Elaia Partners) et Olivier Mathiot(PriceMinister), Marc Ménasé (Menlook) et Patrick Robin (24H00), Jean-David Chamboredon ISAI signé par plus de 3000 entrepreneurs en moins de 3 jours et porté au président de la République française François Hollande.
Le 29 octobre, Jean-David Chamboredon, porte-parole du mouvement, annonce dans un texte publié sur La Tribune que le Mouvement des Pigeons cesse ses activités sur les réseaux sociaux à partir du lundi 29 octobre 2012 minuit.
En janvier 2013, Bercy annonce qu'il veut créer un statut fiscal de l'entrepreneur.
En octobre 2013, après deux amendements déposés par le député du Parti socialiste Christian Eckert, le Mouvement des Pigeons fait valoir son mécontentement à nouveau auprès du gouvernement, dénonçant un message très négatif envoyé aux entrepreneurs.
En février 2014, à l'occasion de la visite du président François Hollande aux États-Unis, des entrepreneurs français, à l'initiative du mouvement, lui demandent de soutenir l'entrepreneuriat,.

#### Pigeons de la première heure
Le livre Génération pigeons mentionne la liste des membres fondateurs : Jeremy Benmoussa, Alexandre Bonetti, Antony Cohen, Fabien Cohen, Stéphane Cohen, Carlos Diaz, Héloïse Dion, Guillaume Dumortier, Pierre Entremont, Simon Gérard, Tatiana Jama, Thomas Laszczynski, Thibaut Le Pellec, Hélène Lejeune, Pascal Mercier, Ruben Nataf, Cyril Paglino, Michael Perez, Yael Rozencwajg, et Nicolas Sorel.

### Assises de l'entrepreneuriat
François Hollande annoncera dans le cadre des premières Assises de l'entrepreneuriat en avril 2013 des aménagements significatifs de la réforme de la taxation des plus-values de cession, objet du combat des Pigeons. Ces aménagements jugés acceptables par la communauté entrepreneuriale entreront en vigueur avec la Loi de Finances 2014 avec effet rétroactif sur 2013.

## La création d'autres mouvements
Le Mouvement des Pigeons même après la fin proclamée prit une telle ampleur qu'il inspira et donna naissance à d'autres mouvements de contestation des entrepreneurs sur les réseaux sociaux comme Les Moutons, Les Canaris, Les Moineaux, Sauvons nos entreprises, Les Autruches, Les Abeilles, Les Poussins, Les médecins ne sont pas des pigeons.
En 2013 naît le mouvement des bonnets rouges, en réaction aux nombreux plans sociaux de l'agroalimentaire et aux mesures fiscales relatives à la pollution des véhicules de transport de marchandises.
En 2014, les mouvements des entrepreneurs ne cessent de se créer et de s'élargir sur les réseaux sociaux. Le 1er décembre 2014, les entrepreneurs ouvrent une semaine de protestation pour manifester leur mécontentement dans la rue et sur Internet. Ils disent souhaiter relancer la dynamique de l'emploi.
Derniers en date, Les Hiboux interpellent François Rebsamen sur les inquiétudes des acteurs de la formation face à la réforme de la formation professionnelle. En cause : le compte personnel de formation.  